# Nizam Čančar
Nizam Čančar (ur. 17 września 1975 w Zenicy) – bośniacki niepełnosprawny siatkarz, medalista paraolimpijski.
Pochodzi z Zenicy. Na Letnich Igrzyskach Paraolimpijskich 2012 był członkiem drużyny, która zdobyła złoty medal paraolimpijski. Cztery lata później został wicemistrzem paraolimpijskim, zaś w 2021 roku wywalczył brąz. Wśród innych osiągnięć ma w dorobku m.in. złote medale mistrzostw Europy 2009 i 2013. Jest także mistrzem świata, a podczas mistrzostw świata w 2018 roku, gdzie Bośniacy zdobyli srebro, został uznany najlepszym blokującym turnieju. Do 2019 roku zagrał w 66 meczach reprezentacji Bośni i Hercegowiny.
W 2017 roku został wyróżniony tytułem wybitnego sportowca klasy międzynarodowej przez ministerstwo spraw cywilnych.